# Вышка (посёлок, Ярославская область)
Вышка — поселок в Брейтовском районе Ярославской области. Входит в состав Брейтовского сельского поселения.

## География
Находится в северо-западной части Ярославской области на расстоянии приблизительно 8 км на юго-запад по прямой от административного центра района села Брейтово.

## История
Был отмечен на карте уже только 1980-х годов.

## Население
Численность населения: 35 человек (русские 97 %) в 2002 году, 19 в 2010.